# NAV (myndighet)
NAV är namnet på den norska myndighet som bildades när landets försäkringskassa, arbetsförmedling och kommunernas socialtjänst samlokaliserades 2006. Det ska finnas minst ett NAV-kontor i varje kommun i Norge. De tre bokstäverna stod ursprungligen för ”Ny Arbeids- og Velferdsforvaltning”, men eftersom reformen har ett långt perspektiv ansågs det inte att ”ny” passade och förkortningen används därför som ett egenord.
Målet för reformen var att användarna skulle kunna gå in genom samma dörr och få hjälp med alla sina problem. Det som orsakar arbetslösheten kan till exempel vara andra orsaker än en försämrad konjunktur.
De anställda som arbetar på NAV har två arbetsgivare – antingen staten eller kommunen. Därmed kan två anställda som jobbar sida vid sida ha olika förmåner och arbetsvillkor. Det ledde till en del problem. Ännu fler problem kom av att datasystemen inte först hade slagits ihop till ett gemensamt. Kopplat med att reformen krävde mycket extra arbete för de anställda, som skulle lära sig mer om de verksamheter de inte arbetat med tidigare, gjorde det att ärenden hopade upp sig. 2008 var det 193 000 ärenden som inte hann behandlas i tid.
Den norska Riksrevisionen kritiserade NAV hårt och vägrade två år på rad att godkänna myndighetens räkenskap.
Innan reformen genomfördes med stöd från samtliga partier i Stortinget slogs Socialdepartementet och Arbetsdepartementet ihop, till Arbeidsdepartementet som ansvarar för utgifter på 300 miljarder norska kronor, en tredjedel av den norska statsbudgeten.
NAV har också lett till att ett nytt ord har skapats. Att ”nave” betyder att få bidrag, eller slå dank på statens räkning. Ordet utsågs till årets nyord 2012 av Språkrådet i Norge.